# 6116 Still
A 6116 Still (ideiglenes jelöléssel 1984 UB3) a Naprendszer kisbolygóövében található aszteroida. Edward L. G. Bowell fedezte fel 1984. október 26-án.